# ロジェ王
『ロジェ王』または『ロゲル王』（ポーランド語: Król Roger）作品46は、カロル・シマノフスキによって作曲された全3幕のオペラ。12世紀のシチリア国王ルッジェーロ2世を題材にしている。台本はシマノフスキ自身とヤロスワフ・イヴァシュキェヴィッチによって共同執筆された。

## 作品成立の経緯
1911年と1914年にシチリアを訪れたシマノフスキは、1918年に従兄弟で詩人のイヴァシュキェヴィッチとオペラの構想を練り、イヴァシュキェヴィッチによる「シチリア風のスケッチ」に対して、より詳細に加筆された台本スケッチを書いた上で、台本の完成をイヴァシュキェヴィッチに託した。1920年に一応台本は完成するが、シマノフスキはそれに満足せず、終幕を大幅に書き換えている。作曲も1918年頃から着手され、1924年に完成。同年4月には管弦楽パートの抜粋がワルシャワ・フィルハーモニーにおいて演奏されている。

### 初演
初演は1926年6月19日、ワルシャワの大劇場において。指揮はEmil Młynarskiによる。演出はAdolf Popławski、美術はWincenty Drabik。タイトルロールをEugeniusz Mossakowskiが、ロクサーナを作曲家の姉のStanisława Korwin-Szymanowskaが受け持った。他に羊飼いにはAdam Dobosz、エドリシはMaurycy Janowski。

## 楽器編成
フルート3（ピッコロ1持ち替え）、オーボエ3（コーラングレ1持ち替え）、クラリネット3（小クラリネット1持ち替え）、バスクラリネット、ファゴット3（コントラファゴット1持ち替え）、ホルン4、トランペット3、トロンボーン3、チューバ1、ティンパニ1、大太鼓、小太鼓、タンブリン、トライアングル、シンバル、タムタム、シロフォン、グロッケンシュピール、チェレスタ1、ハープ2、ピアノ1、オルガン1、弦五部、混声合唱、児童合唱

## 登場人物
- ロジェ王（バリトン）: シチリア国王。ルッジェーロ2世がモデル。
- ロクサーナ（ソプラノ）: ロジェ王の妻。
- エドリシ（テノール）: ロジェ王の側近の賢者。イドリースィーがモデル。
- 羊飼い（テノール）: 美しい若者。ディオニューソスの化身。
- 大司教（バス）
- 女助祭（アルト）

## 演奏時間
全3幕、約90分。

## 作品の内容
多様な文化の混在するロジェ王統治下のシチリアに、美貌の羊飼いに変身したディオニューソスが登場することによって引き起こされる、シチリア王室内の動揺を描く。原案はエウリピデスの悲劇『バッコスの信女』とされ、ディオニューソスとアポローンの対峙という点でニーチェからの影響も指摘される。音楽はポーランド印象派風の美しい作風である。

### 第1幕
場面はビザンティン様式の大聖堂。ミサのための歌声が流れる中、ロジェ王は新しい教えが民衆の間に広まりつつあることを知る。エドリシは正体不明の羊飼いが新しい神を崇める宗教を流布していることを王に伝え、王は彼と面会することにする。羊飼いが登場し「私の神は私のように美しい」と歌い上げると、聖職者達がその羊飼いを処罰することを求め、王は一度は死刑を宣告するも、羊飼いに魅了されたロクサーナと冷静な対応を望むエドリシに説得され、もう一度宮殿に来ることを約束させた上で羊飼いを解放する。

### 第2幕
場面は宮殿内のオリエント趣味の中庭。ロクサーナの態度に不安を抱えながら、ロジェ王は羊飼いの到着をエドリシと待っている。すると遠くから東洋的な楽器の響きが聞こえ、それに呼応して王をなだめるためのロクサーナの歌が聞こえてくる。やがて羊飼いが楽士を従えてあらわれる。王は対話によって羊飼いの秘密を探ろうとするが、徐々に周りの人々が羊飼いの虜になっていく。羊飼いの合図で舞曲が始まり、人々は取り憑かれたように踊り出す。ロクサーナも踊りに加わり羊飼いと一緒に歌い始めると、王は羊飼いを捕らえるように命じるが、捕らえられた羊飼いは鎖を簡単に破り、王とエドリシ以外のすべての人々を従え、消え去ってしまう。

### 第3幕
場面は古代の廃墟。あてもなくロクサーナを探し求めるロジェ王が絶望の中で彼女の名を呼ぶと、ロクサーナの声が聞こえてくる。彼女はやがて姿を現すが、その眼差しは謎に満ちている。王がロクサーナに言われるがままに祭壇に花を捧げた瞬間、炎の中からディオニューソスが現れる。ディオニューソスはロクサーナや群衆とともにロジェ王を激しく誘い込もうとするが、ロジェ王は反応しない。ディオニューソスは群衆に囲まれて見えなくなり、徐々に群衆も遠ざかっていき、最後にはロジェ王とエドリシのみが残される。夜明けの太陽が昇ると、ロジェ王は太陽に両手を伸ばすのだった。

## 演奏・録音・映像
1926年の初演の後、1928年にはデュースブルクで、1932年にプラハで、1949年にはパレルモのマッシモ劇場で上演されている。1996年にシャルル・デュトワがパリで、1998年にはサイモン・ラトルがプロムスとザルツブルクで、それぞれ演奏会形式で取り上げ、1999年にはカーネギー・ホールでもデュトワの指揮により演奏会形式として演奏された。2008年にはヴァレリー・ゲルギエフがサンクトペテルブルクとエディンバラでヴロツワフ（ブレスラウ）歌劇場との共同製作であるプロダクションをマリインスキー劇場を率いて上演した。2009年には大野和士の指揮によりパリ・オペラ座で、また、ブレゲンツ音楽祭とリセウ大劇場の共同製作のプロダクションがそれぞれ上演される。日本初演は2002年9月6日、デュトワ指揮のNHK交響楽団、二期会合唱団による演奏会形式のもの。
初めての全曲録音は、1965年にMieczysław Mierzejewski指揮、ワルシャワ大劇場管弦楽団・合唱団という布陣でPolskie Nagraniaによってなされた。1991年にはコッホ＝シュヴァンが同じくワルシャワ大劇場管弦楽団・合唱団をRobert Satanowskiが指揮したものを録音し、1994年にはマルコ・ポーロがKarol Stryja指揮のシレジア・フィルハーモニー管弦楽団・合唱団で録音している。1999年にサイモン・ラトルがバーミンガム市交響楽団とEMIに録音したものは大きな反響を呼んだ。その後、2003年にCD AccordがJacek Kaspszyk指揮でワルシャワ大劇場の舞台を録音している。
2008年にはマリインスキー劇場との共同製作であるMariusz Treliński演出のヴロツワフ歌劇場による舞台がEwa Michnikの指揮で、初めて映像化された。

## 参考資料
- 伊東信宏『NHK交響楽団定期公演パンフレット』2002年9月